# Bindeshwari Dubey
Bindeshwari Dubey (Hindi: बिंदेश्वरी दुबे; Marathi: बिंदेश्वरी दुबे; * 14. Februar 1921 in Mahuaon, Distrikt Bhojpur, Provinz Bihar und Orissa, Britisch-Indien, heute: Bihar; † 20. Januar 1993 in Madras, Tamil Nadu) war ein indischer Politiker des Indischen Nationalkongresses (INC), der von 1985 bis 1988 Chief Minister von Bihar und zudem Mitglied der Rajya Sabha sowie Mitglied der Lok Sabha war. Im Kabinett Rajiv Gandhi war er 1988 zuerst Justizminister sowie anschließend von 1988 bis 1989 Arbeitsminister.

## Leben
Bindeshwari Dubey, Sohn von Shri Sheo Naresh Dubey, engagierte sich in der Unabhängigkeitsbewegung, in der auch andere spätere Chief Minister von Bihar wie Abdul Ghafoor, Bhagwat Jha Azad, Chandra Shekhar Singh, Satyendra Narayan Sinha und Kedar Pandey tätig waren. Er wurde 1952 für den INC erstmals Mitglied der Legislativversammlung (Vidhan Sabha), des Unterhauses des Bundesstaates Bihar, und gehörte diesem bis 1957 sowie erneut zwischen 1962 und 1977 an. Er war vom 28. Mai bis zum 24. Juni 1973 Minister für Bildung sowie Minister für Wissenschaft und Technologie in der Regierung von Chief Minister Kedar Pandey. In der Regierung von Chief Minister Abdul Ghafoor fungierte er zwischen dem 25. September 1973 und dem 18. April 1974 als Transportminister. Später war er vom 11. April 1975 bis zum 30. April 1977 Gesundheitsminister in der Regierung von Chief Minister Jagannath Mishra.
Bei der Parlamentswahl am 3. und 6. Januar 1980 wurde Dubey in dem zu Bihar liegenden Wahlkreis Giridih zum Mitglied der Lok Sabha gewählt, des Unterhauses des indischen Parlaments (Bhāratīya saṃsad). Er gehörte dieser bis Dezember 1984 an und war danach von 1985 bis 1988 erneut Mitglied der Legislativversammlung von Bihar. Am 25. März 1985 löste er seinen Parteifreund Chandra Shekhar Singh als Chief Minister von Bihar ab und übte dieses Amt bis zum 13. Februar 1988 aus, woraufhin der ebenfalls dem INC angehörende Bhagwat Jha Azad seine Nachfolge antrat.
Am 3. April 1988 wurde Bindeshwari Dubey Mitglied der Rajya Sabha, des Oberhauses des indischen Parlaments, und vertrat in dieser bis zu seinem Tode am 20. Januar 1993 den Bundesstaat Bihar. Er war zeitweise Vorsitzender des INC in Bihar sowie Vorsitzender des Indian National Trade Union Congress (INTUC) in diesem Bundesstaat. Als Nachfolger von P. Shiv Shankar übernahm er am 14. Februar 1988 im Kabinett Rajiv Gandhi das Amt als Minister für Recht und Justiz und hatte dieses bis zum 25. Juni 1988 inne, woraufhin B. Shankaranand seine Nachfolge antrat. Im Anschluss wurde er am 25. Juni 1988 Arbeitsminister und bekleidete dieses bis zum 1. Dezember 1989.
Aus seiner Ehe mit Shrimati Sheo Sakhi Devi ging eine Tochter hervor.